# Cyrtopodium intermedium
Cyrtopodium intermedium är en orkidéart som beskrevs av Alexander Curt Brade. Cyrtopodium intermedium ingår i släktet Cyrtopodium, och familjen orkidéer. Inga underarter finns listade i Catalogue of Life.